# Бабаев, Хан Юсиф оглы
Хан Юси́ф оглы́ Баба́ев (азерб. Xan Yusif oğlu Babayev; 22 марта 1919, Ленкорань, АДР — 29 мая 1967, Баку) — азербайджанский советский кинооператор.

## Биография
Хан Бабаев родился 22 марта 1919 года в селе Сейдакаран (ныне в Ленкоранском районе), в Азербайджанской Демократической Республике. В 1922 году вместе с семьёй он переехал в Баку, где в 1926 году поступил в среднюю школу № 48. С 1931 по 1937 год учился на факультете электроники Азербайджанского государственного политехникума, а с 1938 по 1950 — на факультете Всесоюзного государственного института кинематографии в мастерской Бориса Волчека. В довоенные годы работал помощником механика, техником-электриком в различных организациях.
Бабаев был призван в ряды Советской Армии Ворошиловским РВК г.Баку в 1941 году, прослужив до 1946 года. Принимал участие в Великой Отечественной войне.Предположительно, связист 1-й батареи 1-го дивизиона 6-го артполка Южного фронта красноармеец Бабаев  приказом ВС Южного фронта №: 21/н от: 07.11.1941 награжден медалью "За боевые заслуги" за быстрое восстановление связи с НП под сильным артиллерийским и минометным огнем противника.
Приказом по 1104 пап РГК Донского фронта №: 2/н от: 30.01.1943 года командир отделения связи управления дивизиона старший сержант Бабаев награждён медалью "За отвагу" за то, что он лично в бою обеспечил связь НП с дивизионом, ликвидировал прорывы провода и заменял бойцов-связистов выбывших из строя.
Также награжден медалью "За оборону Сталинграда". Обучался в Ярославском стрелково-минометном училище. Выпущен в звании младшего лейтенанта.
Приказом по 55-му стрелковому корпусу 1-го Украинского фронта №: 16/н от: 24.04.1945 года командир миномётного взвода 811-го стрелкового полка 229-й стрелковой дивизии гвардии лейтенант Бабаев награжден орденом Отечественной войны 1-й степени за уничтожение 7 пулеметных точек и 2 минометных батарей.
В Азербайджанском академическом драматическом театре работал вторым помощником директо цеха освещения. Женился Хан Бабаев в 1954 году, имел сына и дочь. До 1967 года — Первый Секретарь Союза Кинематографистов Азербайджанской ССР.
Скончался 29 мая 1967 года в Баку.

## Награды
- Орден Отечественной войны I степени (1943)[1]
- Медаль «За отвагу» [1]
- Медаль "За боевые заслуги" (1941)
- Медаль «За оборону Сталинграда»[1][4][6]
- Медаль «За освобождение Праги»[1]
- Медаль «За победу над Германией в Великой Отечественной войне»[1]

## Фильмография
- Огни Баку — второй оператор — 1950
- Родному народу — второй оператор — 1954
- Чёрные камни — оператор — 1956
- Мачеха — оператор — 1958
- Песня слепца — оператор — 1961
- Великая опора — оператор — 1962
- Непоколебимый батальон — оператор — 1965